# 1977-es Formula–1 argentin nagydíj
Az argentin nagydíj volt az 1977-es Formula–1 világbajnokság szezonnyitó futama.

## Futam
| Helyezés | #  | Versenyző          | Csapat/Motor               | Körök | Idő/Kiesés oka      | Rajthely | Pontszám |
| -------- | -- | ------------------ | -------------------------- | ----- | ------------------- | -------- | -------- |
| 1        | 20 | Jody Scheckter     | Wolf-Ford                  | 53    | 1:40:11,19          | 11       | 9        |
| 2        | 8  | Carlos Pace        | Brabham-Alfa Romeo         | 53    | +43,24              | 6        | 6        |
| 3        | 12 | Carlos Reutemann   | Ferrari                    | 53    | +46,02              | 7        | 4        |
| 4        | 28 | Emerson Fittipaldi | Copersucar-Fittipaldi-Ford | 53    | +55,48              | 16       | 3        |
| 5        | 5  | Mario Andretti     | Lotus-Ford                 | 51    | Kerékcsapágy        | 8        | 2        |
| 6        | 22 | Clay Regazzoni     | Ensign-Ford                | 51    | +2 kör              | 12       | 1        |
| 7        | 19 | Vittorio Brambilla | Surtees-Ford               | 48    | Kifogyott üzemanyag | 13       |          |
| Kiesett  | 10 | Ian Scheckter      | March-Ford                 | 45    | Elektronika         | 17       |          |
| HN       | 16 | Tom Pryce          | Shadow-Ford                | 45    | Helyezés nélkül     | 9        |          |
| Kiesett  | 7  | John Watson        | Brabham-Alfa Romeo         | 41    | Felfüggesztés       | 2        |          |
| Kiesett  | 9  | Alex Ribeiro       | March-Ford                 | 39    | Erőátvitel          | 20       |          |
| HN       | 26 | Jacques Laffite    | Ligier-Matra               | 37    | Helyezés nélkül     | 15       |          |
| Kiesett  | 4  | Patrick Depailler  | Tyrrell-Ford               | 32    | Túlmelegedés        | 3        |          |
| Kiesett  | 1  | James Hunt         | McLaren-Ford               | 31    | Felfüggesztés       | 1        |          |
| Kiesett  | 2  | Jochen Mass        | McLaren-Ford               | 28    | Kicsúszás           | 5        |          |
| Kiesett  | 3  | Ronnie Peterson    | Tyrrell-Ford               | 28    | Kicsúszás           | 14       |          |
| Kiesett  | 29 | Ingo Hoffmann      | Fittipaldi-Ford            | 22    | Motorhiba           | 19       |          |
| Kiesett  | 11 | Niki Lauda         | Ferrari                    | 20    | Üzemanyag rendszer  | 4        |          |
| Kiesett  | 18 | Hans Binder        | Surtees-Ford               | 18    | Baleset             | 18       |          |
| Kiesett  | 17 | Renzo Zorzi        | Shadow-Ford                | 2     | Váltó               | 21       |          |
| NI       | 6  | Gunnar Nilsson     | Lotus-Ford                 |       |                     | 10       |          |

## Statisztikák
Vezető helyen:
- John Watson: 13 (1-10 / 32-34)
- James Hunt: 21 (11-31)
- Carlos Pace: 13 (35-47)
- Jody Scheckter: 6 (48-53)

Jody Scheckter 5. győzelme, James Hunt 9. pole-pozíciója, 6. leggyorsabb köre.
- Wolf 1. győzelme.